# Fenshuiting
Fenshuiting (kinesiska: 分水亭, 分水亭乡) är en socken i Kina. Den ligger i provinsen Henan, i den centrala delen av landet, omkring 350 kilometer sydost om provinshuvudstaden Zhengzhou. Antalet invånare är 30 834. Befolkningen består av 14 903 kvinnor och 15 931 män. Barn under 15 år utgör 22,0 %, vuxna 15-64 år 63 %, och äldre över 65 år 13,0 %.
Genomsnittlig årsnederbörd är 1 204 millimeter. Den regnigaste månaden är augusti, med i genomsnitt 201 mm nederbörd, och den torraste är januari, med 26 mm nederbörd.